# Fair usage policy
| Sigles de 2 caractères   |
| ► Sigles de 3 caractères |
| Sigles de 4 caractères   |
| Sigles de 5 caractères   |
| Sigles de 6 caractères   |
| Sigles de 7 caractères   |
| Sigles de 8 caractères   |

Pour les articles homonymes, voir FUP et FAP.
Fair usage policy ou FUP (aussi appelé « fair access policy », ou FAP, et « usage-based billing ») peut être traduit en français par « accord d'usage non abusif ». C'est un terme anglophone utilisé dans les télécoms pour désigner les clauses de volume mensuel de données à ne pas dépasser ; le dépassement de ce seuil peut entraîner, selon les contrats, une limitation du débit.